# Anatinomma insularis
Anatinomma insularis är en skalbaggsart som beskrevs av Chemsak och Linsley 1964. Anatinomma insularis ingår i släktet Anatinomma och familjen långhorningar. Inga underarter finns listade i Catalogue of Life.